# Centre de la Propietat Intel·lectual
El Centre de la Propietat Intel·lectual es va crear a Barcelona l'abril de 1900 com una associació d'editors, llibreters i titulars de drets d'autor per a la defensa dels interessos de la indústria del llibre i s'inscriví en el Registre d'Associacions el 6 de juny de 1900. Segons els seus estatuts, l'entitat acollia les diferents professions que participaven en la publicació d'obres literàries, científiques i artístiques, és a dir, que amb el seu treball artístic o mercantil publicaven o contribuïen a la publicació de tota mena de llibres, follets, estampes, periòdics, peces de música, gravats, fotografies, pintures i escultures i, en general, qualsevol obra susceptible de drets de propietat intel·lectual. Entre els socis fundadors figuren els representants de les impremtes, editorials i llibreries més conegudes de l'època, com Francesc Simon i Font (Editorial Montaner i Simon), Pau Salvat (Editorial Salvat i Fills), Eugeni Subirana (Impremta, llibreria, enquadernació Subirana Germans), Miquel Seguí (Centre editorial artístic Miquel Seguí), els germans Gustau i Joan Gili (Editorial Gustau Gili), Josep Espasa (Editorial Espasa Germans), Antoni Joan Bastinos (Editorial Bastinos), Francesc Seix (Editorial Seix), Manel Maucci (Casa editorial Maucci), Rafael Torrens (Editorial Rafael Torrens), entre d'altres.

## Context
El procés de modernització del món editorial iniciat a finals del segle xix planteja a primers del XX la necessitat de modificar la legislació del sector i, alhora, la necessitat del mateix sector de vetllar perquè els seus interessos empresarials (producció i comerç del llibre) no es vegin afectats negativament per la manera d'aplicar la nova legislació. És en aquest context on sorgeix el Centre de la Propietat Intel·lectual com entitat especialitzada en els aspectes legals del sector i diferenciada d'altres entitats del moment, com l'Institut Català de les Arts del Llibre (1898-1939) que s'ocupava de temes més gremials (aspectes tècnics, formació, etc.). De fet, el Centre i l'Institut es complementaven, tant és així que van compartir seu durant uns anys i, sovint, entre els membres de les respectives juntes directives hi figuren les mateixes persones.

## Òrgans
Els òrgans directius del Centre eren la Junta general de socis i el Consell d'administració o Junta directiva que la Junta general elegia cada quatre anys (sempre a finals de desembre), si bé cada dos anys calia renovar la meitat dels càrrecs. Formaven la Junta directiva el president, vicepresident, secretari, vicesecretari, tresorer, vicetresorer i bibliotecari. A més, per al seu funcionament diari, el Centre comptava amb un secretari gerent nomenat per la Junta directiva i altre personal a sou. Tres van ser els secretaris gerents de l'entitat: Antoni García Llansó (1900-1915), Ignasi Folch i Torres (com a interí, d'abril de 1915 a gener de 1916) i Josep Pedrerol (1916-1918). Les actes i d'altres escrits documenten la composició de les juntes elegides cada quatre anys, així com les renovacions d'alguns dels membres cada dos. L'únic que no hi ha documentat és la renovació dels càrrecs de vicepresident, secretari i vicetresorer per a 1906 i 1907. Per la composició de la Junta elegida el 1909, pensem que potser Gustau Gili va ocupar la vicepresidència, però desconeixem qui va ser el secretari i el vicetresorer.

## Història
La primera seu de l'entitat era a la Rambla de Canaletes número 90 de Barcelona, després va compartir estatge amb l'Institut Català de les Arts del Llibre al carrer Clarís número 75. Les funcions bàsiques del Centre eren la defensa dels interessos dels seus associats davant els poders públics per tot allò que afectés a la propietat intel·lectual, actuar d'àrbitre o perit en possibles contenciosos relacionats amb les professions que representava i, en general, vetllar per l'harmonia social i mercantil dels socis i contribuir a la millora i desenvolupament del sector del llibre. Un servei especial gestionat pel secretari gerent es feia càrrec de la inscripció de les obres al Registre de la Propietat Intel·lectual i del seguiment de les disposicions nacionals o internacionals sobre aquesta matèria per tal d'assessorar oportunament als socis.
Durant els divuit anys de la seva existència el Centre va destacar per defensar els interessos del món editorial sobre l'aplicació de la legislació en matèria de propietat intel·lectual (la Llei de 1879 i el reglament de 1880); per lluitar per la llibertat de comercialització dels llibres destinats a l'ensenyament primari, front la voluntat intervencionista del Govern plasmada en el projecte de llei del material escolar; i per qüestionar les mesures que facilitaven la importació de llibres editats a l'estranger, perjudicant així el mercat interior, menys competitiu degut als alts costos de producció.
Pel que fa a la relació amb altres associacions del sector, el Centre de la Propietat Intel·lectual va tenir algunes desavinences amb la Asociación de la Librería Española, atès que aquesta entitat creada a Madrid l'any 1901 pretenia que tots els llibreters de l'Estat s'aglutinessin en una única i centralitzada entitat portaveu del món editorial i del llibre a Espanya. Però els editors i llibreteres catalans no consideraven necessari formar part d'una associació que els quedava tant llunyana. En resposta a la negativa d'associar-se, la Librería Española pretenia negar als llibreteres catalans el descompte per comissió del 5% en la venda de llibres. Les discrepància van aparèixer a la premsa especialitzada -a la Bibliografia Española-, però també van arribar a tenir ressò a la premsa general, publicant cartes i articles a La Veu de Catalunya, La Vanguardia, etc. Malgrat tot, el Centre i l'Asociación van col·laborar i sumar esforços en els temes que els unia, com va ser el cas de l'oposició al projecte de llei de material escolar que pretenia imposar el Ministeri d'Instrucció Pública. La unitat d'ambdues entitats va aconseguir el suport de diputats i senadors d'arreu de l'Estat i que el projecte no es fes realitat.
La voluntat per conèixer les novetats del sector a nivell mundial portà al Centre a participar en esdeveniments de caràcter nacional i internacional com l'Assemblea Nacional d'Editors i Llibreters (Barcelona, 1909), la Fira del Llibre de Leipzig, Alemanya (1914) i la Conferència d'Editors i Amics del Llibre (Barcelona, 1917).
Arran de la Conferència de 1917, es fa evident la necessitat d'eixamplar l'àmbit d'actuació, més enllà del temes estrictament legals. El juny de 1917 s'acorda la fusió amb el projecte de Cambra del Llibre i el juny de 1918 la Junta general aprova la integració del Centre en la nova Cambra del Llibre i de la Propietat Intel·lectual (Cambra Oficial del Llibre de Barcelona a partir del 13 de juny de 1919). Tres anys més tard, el 1922, la Cambra es vincula a l'Administració Pública com a òrgan de caràcter consultiu, primer de la Direcció General de Comerç i Indústria del Ministeri de Foment (RD del 15 de febrer i RD del 12 de maig de 1922) i després del Cap Superior de Comerç i Assegurances del Ministeri de Treball, Comerç i Indústria (RD 23 de juliol de 1925). Però la dependència encara serà més gran amb l'organisme que assumirà les seves funcions, la Delegació a Barcelona de l'Institut Nacional del Llibre Espanyol, òrgan de l'administració institucional de l'estil dels creats durant el franquisme.
Amb la restauració de la Generalitat de Catalunya, per RD 1676/1980 de 31 de juliol es transfereix la gestió de la delegació de l'INLE a l'Administració catalana. L'any 1981 el Departament de Cultura, a través del Servei del Llibre de la Direcció General del Patrimoni Cultural, n'assumeix les competències. A nivell estatal, l'INLE es va suprimir per decret de la Presidència del Govern el 21 de març de 1986. Paral·lelament, l'any 1981 el sector privat constituí la Cambra del Llibre de Catalunya, entitat sense afany de lucre que té com a objectiu la promoció i desenvolupament de la producció, distribució i comerç del llibre, defensant en qualsevol cas la seva llibertat d'edició i circulació.
En l'actualitat, la Cambra del Llibre vetlla pels interessos d'editors, industrials gràfics, distribuïdors i llibreters, i el Departament de Cultura i Mitjans de Comunicació s'ocupa dels diversos aspectes del sector editorial a través del Registre de la Propietat Intel·lectual, de les oficines del Dipòsit Legal i de l'Institut Català de les Indústries Culturals (ICIC).

## Fons documental
El fons del Centre va passar sota la custòdia de les entitats successores: la Cambra Oficial del Llibre de Barcelona i l'Institut Nacional del Llibre Espanyol formant part del fons d'aquesta última entitat fins al 1981 en què va passar al Departament de Cultura de la Generalitat en virtut dels traspassos de competències Estat Generalitat en matèria de Cultura. El Departament de Cultura va custodiar provisionalment la documentació en els seus magatzems fins al 1993 data en què va ingressar a l'Arxiu Nacional de Catalunya.
El 1998 s'inicià una primera identificació de tota la documentació tasca que va permetre la seva atribució a cadascuna de les entitats productores i el desglossament del fons de l'Institut Nacional del Llibre Espanyol en tres fons: Centre de la Propietat Intel·lectual, Cambra Oficial del Llibre de Barcelona i Delegació a Barcelona de l'Institut Nacional del Llibre Espanyol. Els documents del Centre ocupen solament una unitat i es va efectuar un inventari provisional. El 2008 es va dur a terme el tractament arxivístic definitiu i la digitalització de la documentació. El fons conté documentació administrativa i econòmica generada entre 1900 i 1918. Atès que ocupa un únic arxivador, s'ha respectat l'agrupació i ordenació originals.
En un únic volum de cent pàgines es conserven les cinquanta-tres sessions celebrades per les juntes directiva i general de l'entitat, entre el 25 de novembre de 1910 i el 17 de juny de 1918. Hi ha 37 sessions ordinàries de la Junta directiva, més vuit ordinàries i vuit extraordinàries de la Junta general. Manquen totes les actes anteriors al 25 de novembre de 1910, les dels primers anys de l'entitat. La darrera d'acta del llibre corresponen a la Junta extraordinària celebrada el 17 de juny de 1918 amb motiu de la dissolució del Centre i la seva fusió amb la Cambra del Llibre i de la Propietat Intel·lectual.